# Campionato europeo maschile under 20 di pallavolo 1992
Il campionato europeo juniores di pallavolo maschile 1992 si è svolto dal 29 agosto al 6 settembre 1992 a Poznań, in Polonia. Al torneo hanno partecipato 12 squadre nazionali europee e la vittoria finale è andata per la prima volta all'Italia.

## Regolamento
Le dodici sono state divise in due gironi: al termine della prima fase, le prime due classificate di ogni girone hanno acceduto alle semifinali per il primo posto, la terza e la quarta classificata di ogni girone hanno acceduto alle semifinali per il quinto posto, mentre le ultime classificate di ogni girone hanno acceduto alle semifinali per il nono posto.

## Gironi
| Girone A                                                                             | Girone B                                       |
| ------------------------------------------------------------------------------------ | ---------------------------------------------- |
| Cecoslovacchia Comunità degli Stati Indipendenti Francia Israele Paesi Bassi Polonia | Germania Grecia Italia Spagna Turchia Ungheria |

## Fase finale

### Finali 1º e 3º posto
|  | Semifinali                        | Semifinali                        | Semifinali |        |        | Finale 1º/2º posto                | Finale 1º/2º posto                | Finale 1º/2º posto |  |
|  |                                   |                                   |            |        |        |                                   |                                   |                    |  |
|  | Cecoslovacchia                    | Cecoslovacchia                    | 2          |        |        |                                   |                                   |                    |  |
|  | Cecoslovacchia                    | Cecoslovacchia                    | 2          |        |        |                                   |                                   |                    |  |
|  | Spagna                            | Spagna                            | 3          |        |        |                                   |                                   |                    |  |
|  | Spagna                            | Spagna                            | 3          |        | Spagna | Spagna                            | 1                                 |                    |  |
|  |                                   |                                   |            |        | Spagna | Spagna                            | 1                                 |                    |  |
|  |                                   |                                   | Italia     | Italia | 3      |                                   |                                   |                    |  |
|  | Italia                            | Italia                            | Italia     | Italia | 3      | 3                                 |                                   |                    |  |
|  | Italia                            | Italia                            |            |        |        | 3                                 |                                   |                    |  |
|  | Comunità degli Stati Indipendenti | Comunità degli Stati Indipendenti | 0          |        |        | Finale 3º/4º posto                | Finale 3º/4º posto                | Finale 3º/4º posto |  |
|  | Comunità degli Stati Indipendenti | Comunità degli Stati Indipendenti | 0          |        |        |                                   |                                   |                    |  |
|  |                                   |                                   |            |        |        |                                   |                                   |                    |  |
|  |                                   |                                   |            |        |        | Cecoslovacchia                    | Cecoslovacchia                    | 1                  |  |
|  |                                   |                                   |            |        |        | Cecoslovacchia                    | Cecoslovacchia                    | 1                  |  |
|  |                                   |                                   |            |        |        | Comunità degli Stati Indipendenti | Comunità degli Stati Indipendenti | 3                  |  |

### Finali 5º e 7º posto
|  | Semifinali  | Semifinali  | Semifinali |        |          | Finale 5º/6º posto | Finale 5º/6º posto | Finale 5º/6º posto |  |
|  |             |             |            |        |          |                    |                    |                    |  |
|  | Polonia     | Polonia     | 0          |        |          |                    |                    |                    |  |
|  | Polonia     | Polonia     | 0          |        |          |                    |                    |                    |  |
|  | Germania    | Germania    | 3          |        |          |                    |                    |                    |  |
|  | Germania    | Germania    | 3          |        | Germania | Germania           | 1                  |                    |  |
|  |             |             |            |        | Germania | Germania           | 1                  |                    |  |
|  |             |             | Grecia     | Grecia | 3        |                    |                    |                    |  |
|  | Grecia      | Grecia      | Grecia     | Grecia | 3        | 3                  |                    |                    |  |
|  | Grecia      | Grecia      |            |        |          | 3                  |                    |                    |  |
|  | Paesi Bassi | Paesi Bassi | 0          |        |          | Finale 7º/8º posto | Finale 7º/8º posto | Finale 7º/8º posto |  |
|  | Paesi Bassi | Paesi Bassi | 0          |        |          |                    |                    |                    |  |
|  |             |             |            |        |          |                    |                    |                    |  |
|  |             |             |            |        |          | Polonia            | Polonia            | 3                  |  |
|  |             |             |            |        |          | Polonia            | Polonia            | 3                  |  |
|  |             |             |            |        |          | Paesi Bassi        | Paesi Bassi        | 2                  |  |

### Finali 9º e 11º posto
|  | Semifinali | Semifinali | Semifinali |         |         | Finale 9º/10º posto  | Finale 9º/10º posto  | Finale 9º/10º posto  |  |
|  |            |            |            |         |         |                      |                      |                      |  |
|  | Israele    | Israele    | 3          |         |         |                      |                      |                      |  |
|  | Israele    | Israele    | 3          |         |         |                      |                      |                      |  |
|  | Ungheria   | Ungheria   | 2          |         |         |                      |                      |                      |  |
|  | Ungheria   | Ungheria   | 2          |         | Israele | Israele              | 3                    |                      |  |
|  |            |            |            |         | Israele | Israele              | 3                    |                      |  |
|  |            |            | Turchia    | Turchia | 1       |                      |                      |                      |  |
|  | Turchia    | Turchia    | Turchia    | Turchia | 1       | 3                    |                      |                      |  |
|  | Turchia    | Turchia    |            |         |         | 3                    |                      |                      |  |
|  | Francia    | Francia    | 1          |         |         | Finale 11º/12º posto | Finale 11º/12º posto | Finale 11º/12º posto |  |
|  | Francia    | Francia    | 1          |         |         |                      |                      |                      |  |
|  |            |            |            |         |         |                      |                      |                      |  |
|  |            |            |            |         |         | Ungheria             | Ungheria             | 2                    |  |
|  |            |            |            |         |         | Ungheria             | Ungheria             | 2                    |  |
|  |            |            |            |         |         | Francia              | Francia              | 3                    |  |

## Classifica finale
| Classifica | Squadre                           |
| ---------- | --------------------------------- |
|            | Italia                            |
|            | Spagna                            |
|            | Comunità degli Stati Indipendenti |
| 4          | Cecoslovacchia                    |
| 5          | Grecia                            |
| 6          | Germania                          |
| 7          | Polonia                           |
| 8          | Paesi Bassi                       |
| 9          | Israele                           |
| 10         | Turchia                           |
| 11         | Francia                           |
| 12         | Ungheria                          |